# 中华球孢虫
中华球孢虫（学名：Sphaerospora sinensis）为球孢科球孢虫属的动物。在中国，分布于湖北、浙江、江西、广东、武陵山地区等，营寄生生活，寄生在鲢、鲫的鳃、鼻腔、口腔、金鱼、鲢的体表、鲤的鳃、鼻腔、肾、脾、鲫的肾、脾以及金鱼、斑鳢、中华倒刺鲃的鳃。
其种加词“sinensis”意为“中华的”。